# Fritz Krafft
Fritz Adolf Krafft (* 10. Juli 1935 in Hamburg) ist ein deutscher Wissenschaftshistoriker und Hochschullehrer.

## Leben
Nach dem Besuch des Humanistischen Gymnasiums in Lübeck und Hamburg bis 1955 begann Fritz Krafft ein Studium der Klassischen Philologie, Philosophie und Geschichte der Naturwissenschaften an der Universität Hamburg. Zwischen 1958 und 1962 genoss er ein Stipendium der Studienstiftung des Deutschen Volkes. Er schloss 1964 mit einer Dissertation über Vergleichende Untersuchungen zu Homer und Hesiod zum Dr. phil. ab.
Nach sechs Jahren als Wissenschaftlicher Assistent am Hamburger Institut für Geschichte der Naturwissenschaften habilitierte er sich 1968 mit der Arbeit Dynamische und statische Betrachtungsweise in der antiken Mechanik erfolgreich für das Fach Geschichte der Naturwissenschaft. Nach zwei weiteren Jahren als Privatdozent in Hamburg erhielt er 1970 einen Ruf als Professor für Geschichte der Naturwissenschaft an die Johannes Gutenberg-Universität Mainz.

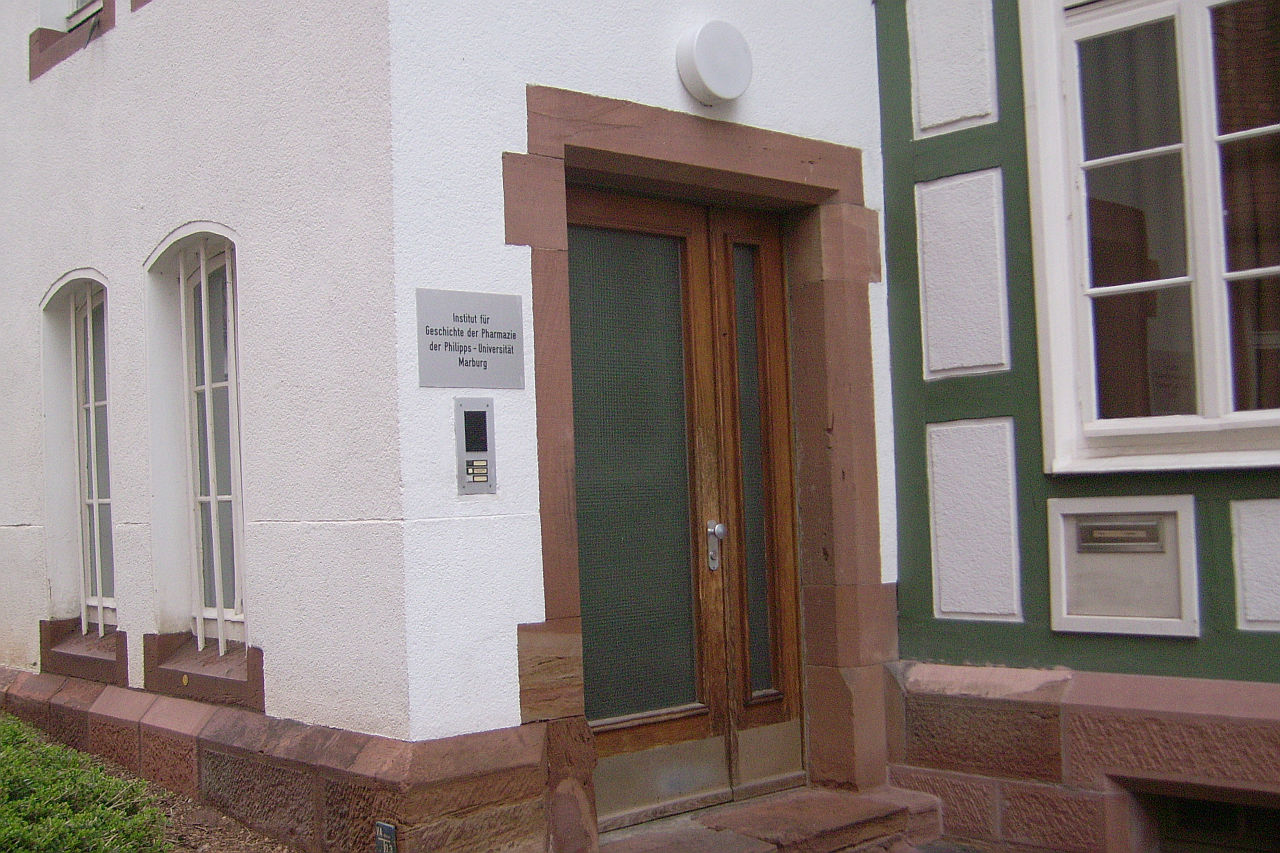
Gebäude des Instituts für Geschichte der Pharmazie der Philipps-Universität Marburg

Er wechselte dann 1988 auf eine Professur für Geschichte der Pharmazie und Naturwissenschaft an die Philipps-Universität Marburg. Dort war er zugleich Geschäftsführender Direktor des Instituts für Geschichte der Pharmazie bis zu seiner Pensionierung im Jahr 2000. Er war zudem einer der Mitherausgeber von Sudhoffs Archiv.
Krafft war 1977 bis 1993 und 1998 bis 2001 Mitglied sowie 1981 bis 2001 Präsident des Nationalkomitees der Bundesrepublik Deutschland in der International Union of the History and Philosophy of Science (I.U.H.P.S.), Division of History of Science. Während zweier Amtsperioden war er 1977 bis 1983 auch Präsident der Gesellschaft für Wissenschaftsgeschichte und gründete 1978 deren Publikationsorgan Berichte zur Wissenschaftsgeschichte, das er bis zum 30. Jahrgang (2007) herausgab. Er verfasste mehr als 50 Bücher und über 350 Beiträge in Handbüchern, Sammelwerken und wissenschaftlichen Zeitschriften und ist daneben Herausgeber mehrerer Buchreihen zur Wissenschaftsgeschichte (Schriftenverzeichnis "Aufsätze, Bücher" auf der offiziellen Website).
Fritz Krafft ist verheiratet und hat drei Kinder, davon zwei aus erster Ehe.

## Auszeichnungen (Auswahl)
Krafft wurde 1971 korrespondierendes und ist seit 1981 Voll-Mitglied der Académie Internationale d'Histoire des Sciences. Seit 1984 ist er Mitglied der Deutschen Akademie der Naturforscher Leopoldina und seit 2006 Auswärtiges Mitglied der Geisteswissenschaftlichen Klasse der Akademie gemeinnütziger Wissenschaften zu Erfurt. Er erhielt 2000 die Ehrenplakette der Otto-von-Guericke-Gesellschaft und 2002 die Johannes-Valentin-Medaille der Deutschen Gesellschaft für Geschichte der Pharmazie. 2007 wurde er mit der Ehrenmitgliedschaft der Gesellschaft für Wissenschaftsgeschichte geehrt.

## Publikationen (Auswahl)
- Vergleichende Untersuchungen zu Homer und Hesiod (= Hypomnemata. Band 6). Vandenhoeck & Ruprecht, Göttingen 1963, DNB 452554268 (Dissertation Uni Hamburg, Philosophische Fakultät, 29. Januar 1964, 200 Seiten, DNB 482362502).
- Renaissance der Naturwissenschaften – Naturwissenschaften der Renaissance. Ein Überblick über die Nachkriegsliteratur. In: August Buck, Otto Herding, Fritz Krafft u. a. (Hrsg.): Humanismusforschung seit 1945. Ein Bericht aus interdisziplinärer Sicht. Boppard/Bonn 1975 (= Deutsche Forschungsgemeinschaft, Kommission für Humanismusforschung. Mitteilung 2), S. 111–183.
- als Hrsg. mit Rudolf Schmitz: Humanismus und Naturwissenschaften. Boppard 1980 (= Beiträge zur Humanismusforschung. Band 6).
- als Hrsg.: Otto von Guerickes Neue (Sogenannte) Magdeburger Versuche über den Leeren Raum. 2. Auflage 1996.
- als Hrsg. mit Dieter Wuttke: Das Verhältnis der Humanisten zum Buch. Boppard 1977 (= Kommission für Humanismusforschung der DFG. Mitteilung 4).
- als Hrsg.: Vorstoß ins Unerkannte. Lexikon großer Naturwissenschaftler. 3. Auflage. Weinheim / New York / Toronto / Singapur 1999.